# Karl Wenck
Karl Robert Wenck (* 12. August 1854 in Leipzig; † 8. Juli 1927 in Marburg) war ein deutscher Historiker.

## Leben
Karl Wenck stammt aus der Gelehrtenfamilie Wenck und war Sohn des Reichsgerichtsrats Rudolf Wenck. Nach dem Studium der Geschichtswissenschaften an den Universitäten Heidelberg, Göttingen, Berlin und Leipzig, wo er am 2. August 1876 zum Dr. phil. promoviert wurde, wurde er 1878 Bibliothekar an der Universitätsbibliothek Halle. 1881 habilitierte er sich an der Universität Halle für das Fach Geschichte und lehrte dort als Privatdozent. 1889 wechselte er nach Marburg, wohin er sich 1891 umhabilitierte. 1893 erhielt er den Titel eines Professors und wurde 1905 zum ordentlichen Honorarprofessor ernannt. Im Wintersemester 1922/23 trat er in den Ruhestand.
Die Schwerpunkte seiner Forschungen waren päpstliche Urkunden aus dem Mittelalter und hessische Landesgeschichte.
1924 verlieh ihm die Universität Marburg die theologische Ehrendoktorwürde. 1925 wurde er korrespondierendes Mitglied der Preußischen Akademie der Wissenschaften.
Seine Tochter Helene Wenck (* 1889) war mit dem Klassischen Archäologen Georg Karo verheiratet.

## Schriften (Auswahl)
- Die Wettiner im XIV. Jahrhundert, insbesondere Markgraf Wilhelm und König Wenzel. Nebst einem Excurs: Der vogtländischen Krieg. Duncker & Humblot, Leipzig 1877.
- Die Entstehung der Reinhardsbrunner Geschichtsbücher. Niemeyer, Halle 1878.
- Clemens V. und Heinrich VII. Die Anfänge des französischen Papstthums. Ein Beitrag zur Geschichte des XIV. Jahrhunderts. Niemeyer, Halle 1882.
- Die heilige Elisabeth. Mohr, Tübingen 1908.
- Die Universität Marburg in den Jahren 1866–1916. Mit einem Nachwort über die Jahre 1916–1920. Koch, Marburg (Lahn) 1921.